# Гольдельман, Соломон Израилевич
Соломо́н Изра́илевич Го́льдельман (при рождении Шулим Гольдельман, в Израиле — Шалом Гольдельман; 5 декабря 1885, Сороки, Бессарабская губерния — 3 января 1974, Иерусалим, Израиль) — украинский еврейский политический и общественный деятель, историк, политолог, экономист. Писал на украинском, идише, немецком, английском и русском языках.

## Биография

### Ранние годы и политическая деятельность на Украине
Родился в 1885 году в уездном бессарабском местечке Сороки (теперь Сорокского района Молдовы), в семье купеческого сына Срула Монашевича Гольдельмана (1852—?) и Этли Овшиевны Гольдельман. Дед, Монаше Нухимович Гольдельман (1817—?), был купцом там же. В 1905 году стал членом сионистской социал-демократической рабочей партии «Поалей Цион», с 1907 года жил в Киеве. В 1913 году окончил Киевский коммерческий институт (Высшее коммерческое училище, 1907—1913), до 1915 года преподавал там же. Первую монографию опубликовал в 1913 году в Киеве на русском языке («Хрестоматия по экономической политике», в 2-х томах). Принимал участие в Февральской революции на Украине, состоял в Украинской социал-демократической рабочей партии. В эти годы печатался на русском и украинском языках под псевдонимами «С. Золотаренко» и «С. Золотов» (оба — дословные переводы фамилии Гольдельман).
В феврале 1917 года был назначен заведующим украинским отделом министерства труда Временного правительства (по шести губерниям Украины). В апреле по инициативе Гольдельмана юго-западный отдел партии «Поалей Цион» признал украинскую Центральную Раду и в июне 1917 года он был избран членом Украинской Центральной Рады и её более узкого состава (исполнительного органа) — Малой Рады от партии «Поалей Цион». В первом правительстве Украинской Директории стал заместителем генерального секретаря труда.
С мая по ноябрь 1918 года — в период гетманата — Гольдельман возглавлял одесскую редакцию официального органа «Поалей Цион» газеты «Ундзер лэбн» (Наша жизнь) на идише. В ноябре поддержал восстание против гетмана Скоропадского. По его предложению 10 ноября 1918 года Директория приняла постановление о национально-персональной автономии для национальных меньшинств Украины. В декабре того же года (после падения гетмана) вновь стал товарищем (то есть заместителем) секретаря труда и исполняющим обязанности секретаря по делам национальных меньшинств до назначения на этот пост 26 декабря Абрама Ревуцкого (1889—1946). В последующих составах правительства был товарищем министра труда, затем товарищем министра торговли и промышленности в правительстве В. Чеховского, вместе с которым в начале 1919 года ушёл в отставку.
В апреле 1919 года, после отставки правительства Остапенко, Гольдельман снова стал экспертом по труду и торговле в кабинете Б. Мартоса, потом заместителем министра труда у И. П. Мазепы. Наконец в 1920 году он снова и уже окончательно вышел в отставку из-за несогласия с территориальными уступками президента УНР А. Левицкого и головного атамана Симона Петлюры на переговорах с Польшей.

### В эмиграции
В 1920—1922 годах жил сначала в Польше, потом в Вене, работал в Украинском социологическом институте и в Украинской вольной академии, начал активно публиковаться в эмигрантской украинской прессе и в периодических изданиях на идише. Опубликовал в Вене на идише (потом также на немецком и украинском языках) свою первую книгу «Ин голес ба ди украинер: брив фун а идишн социалдемократ» (В украинском рассеянии: письма еврейского социал-демократа, 1921).
В 1922 году переехал в Прагу, где вошёл в редакцию журнала «Новая Украина», стал одним из организаторов Украинской хозяйственной академии. До 1929 года работал доцентом, с 1925 года профессором экономико-коммерческого факультета Украинской хозяйственной академии и Украинского техно-хозяйственного института в Подебрадах. В 1922 году на украинском языке опубликовал труд «Антисемитизм, большевизм и еврейская политика», в 1930 году — «Очерки социально-экономической структуры еврейского народа». На протяжении 1920-х годов отдельные статьи Гольдельмана печатались и в советских периодических изданиях на русском языке.
В 1930—1939 годах был активистом сионистских организаций в Праге, основал небольшое частное издательство («Professor Salomon Goldelman»), специализирующееся на выпуске сионистской литературы, главным образом на немецком языке. До 1938 года руководил созданной им Высшей сионистской школой (первоначально Институт сионистского образования). В 1937 году на немецком языке в Вене был опубликован труд Гольдельмана «Разрешает ли коммунизм еврейский вопрос: красная ассимиляция и советский сионизм», посвящённый биробиджанскому проекту. В 1939 году на венгерском языке в Тимишоаре вышло доработанное издание этой книги. С конца 1930-х годов начал также публиковаться и в специализированной периодике на английском языке. Историко-экономические обзоры Гольдельмана переводились на венгерский, чешский и другие языки.
С августа 1939 года жил в подмандатной Палестине, сначала в Хайфе, затем до конца жизни в Иерусалиме. Работал в Еврейском университете в Иерусалиме, продолжал публиковать экономические и политологические обзоры в прессе на идише, иврите и на английском языке. В 1940 году воссоздал теперь уже заочный институт сионистского образования, которым руководил до начала 1960-х годов. В 1950 году стал одним из учредителей Лиги борьбы против религиозного принуждения в Израиле (возглавлял лигу до 1960 года).
В 1950 году вновь начал активно сотрудничать с эмигрантскими украинскими организациями и публиковаться в украинской прессе. В 1961 году на украинском языке в Мюнхене вышла его монография «Ассимиляция и денационализация евреев в Советском Союзе», а в 1963 году там же его монументальное историческое исследование «Еврейская автономия на Украине, 1917—1920», в 1968 году переизданное в США на английском языке. Несколько монографий по истории российского еврейства, в частности еврейского землевладения на юге России, были опубликованы в последние годы жизни Гольдельмана и посмертно на немецком языке. Умер в 1974 году в Иерусалимe.

## Избранная библиография

### Статьи
- К психологии межнациональных отношений на Востоке Европы. Москва: «Революционная Россия» № 68, с. 15-17, октябрь 1928.
- Капитализм на изнанку. Москва: «Революционная Россия» № 75-76, с. 27-38, май-июнь 1929.
- The Jews in the new Czecho-Slovakia. Contemporary Jewish Record. Январь 1939.
- Patterns of Life of an Ethnic Minority (Образ жизни национального меньшинства). The Annals of the Ukrainian Academy of Arts and Sciences in the USA. 7, 1959, стр. 1567—1585.

### Монографии
- Хрестоматия по экономической политике. В 2-х тт. Том 1-й: Экономия промышленности (с А. Н. Куприцем и С. С. Остапенко). Киев, типография А. И. Гросмана, 1913.
- אין גלות בײַ די אוקראַיִנער: בריװ פֿון אַ ייִדישן סאָציִאַלדעמאָקראַט (идиш: ин голес ба ди украинэр: брив фун а идишн социал-демократ — в украинском рассеянии: письма еврейского социал-демократа), «Хамойн»: Вена, 1921.
- Листи жидівського соціал-демократа про Україну. Матеріали до історії українсько-жидівских відносин за часів революції. «Відень Хамойн»: Вена, 1921 (переиздана в 1964 году).
- Juden und Ukrainer: Briefe eines judischen Sozialdemokraten. Hamojn: Вена, 1921.
- Населення і комуністична партія в радянській Україні у національному і соціальному розрізі. Прага, 1929.
- Наріси соціально-економічной структури жидівського народу. Прага, 1930.
- Das arbeitende Palästina. Zionistischer Sozialismus. Прага, 1935.
- Löst der Kommunismus die Judenfrage? rote Assimilation und Sowjet-Zionismus. Gesammelte Aufsätze und Vorträge (1930—1936). H. Glanz: Вена, 1937.
- Zur Frage der Assimilierung und Denationalisierung der Juden in der Sowjetfarband. Прага, 1937.
- Sociologická štruktúra židov v ČSR. Židovské noviny (на чешском языке). Прага, l938.
- Zsidó nemzetgazdaság. Bevezetés a cionizmus elméletébe. Ford.: Mózes László (на венгерском языке). Тимишоара [Temesvár]. 1939.
- Асиміляція і денаціоналізація жидів у Радянському Союзі. Мюнхен, 1961.
- Жидівська національна автономія на Україні 1917—1920. Мюнхен, 1963.
- Jewish National Autonomy in Ukraine, 1917—1920 (перевод на английский язык: Michael Luchkovich). Ukrainian Research and Information Institute: Чикаго, 1968.
- Juden-Bauern in der Ukraine, jüdische Landwirtschaft unter den Zaren (Евреи-крестьяне на Украине, еврейское сельскохозяйствование при царе). Мюнхен, 1973.
- Die Judenheit Russlands im XX Jahrhundert: Monographie (Еврейство России в XX веке). 1981.